# الإمبراطورية التي لا تغيب عنها الشمس
استُخدمت عبارة «الإمبراطورية التي لا تغيب عنها الشمس» (بالإنجليزية: ، The empire on which the sun never sets)‏ لوصف إمبراطوريات عظمى بعينها امتدت أراضيها إلى جميع أرجاء العالم حتى أن الشمس كانت دائمًا تسطع على جزء واحد منها على الأقل. وفي العادة يُقصد بتلك العبارة المتعالية المبالغة في التباهي باتساع الإمبراطورية، ورغم ذلك اُستخدمت تلك العبارة في بعض الأحيان بمعناها الحرفي.
ذُكرت تلك العبارة لأول مرة للإشارة إلى مملكة الإمبراطور شارلكان التي شملت عدة ممالك في أوروبا والقارة الأمريكية. وبعدها اُستخدمت العبارة للإشارة إلى الإمبراطورية الإسبانية في عهد الملك فيليب الثاني وخلفائه في القرون السادسة والسابعة والثامنة عشرة. وفي العصور الحديثة، اُستخدمت العبارة لوصف الإمبراطورية البريطانية في القرن التاسع عشر والقرن العشرين في الوقت الذي صارت فيه الإمبراطورية البريطانية أكبر الإمبراطوريات اتساعًا في التاريخ على الإطلاق. وفي القرن العشرين، طُوعت تلك العبارة في بعض الأحيان للإشارة إلى امتداد النفوذ الأمريكي في العالم.

## الإمبراطورية البريطانية

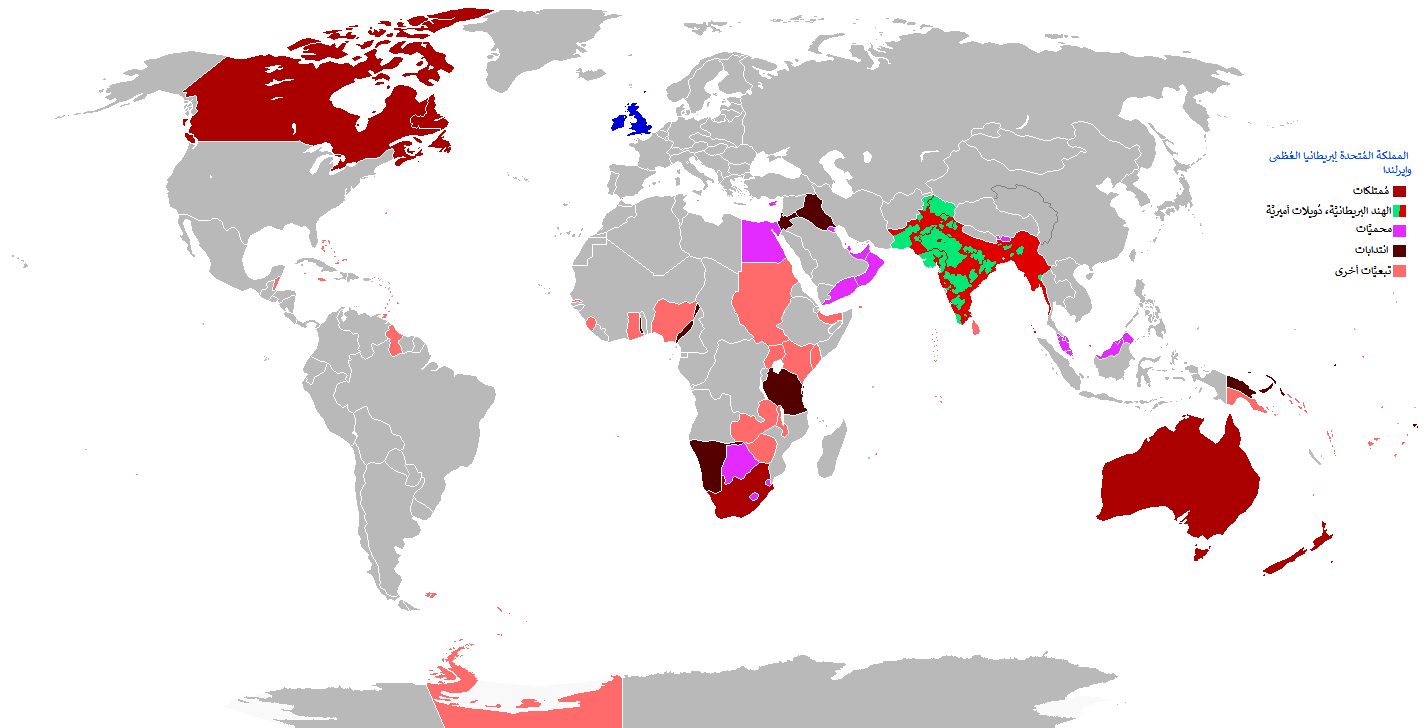
حدود الإمبراطورية البريطانية (عام 1919) على القارات السبع في أقصى اتساع بلغته على الإطلاق

شاع استخدام تلك العبارة للإشارة إلى الإمبراطورية البريطانية في القرن التاسع عشر. كانت أراضي الإمبراطورية البريطانية مُلونة باللون الأحمر والوردي على الخرائط العالمية لإبراز مدى النفوذ البريطاني في أنحاء العالم. ويُنسب إلى الكاتب الإسكتلندي جون ويلسون استخدام العبارة لأول مرة لوصف الإمبراطورية البريطانية في مجلة بلاكوودز البريطانية في عام 1829. إلا أنه، في ظل التوسع الإقليمي الذي حظيت به بريطانيا عقب حرب السنوات السبع، علق جورج مكارتني في كتابه قائلًا: «تلك الإمبراطورية لا تغيب الشمس عنها، ولم يتيقن أحد حتى الآن من طبيعة حدودها».
في 31 يوليو 1827، علق القس روبرت بيدر بوديكوم في خطابه قائلًا: «قيل لنا أن الشمس لا تغيب بتاتًا عن العلم البريطاني؛ من المؤكد أن تلك المقولة القديمة كانت صحيحة في عهد ريتشارد الثاني، أما الآن فهي لم تعد صحيحة كما كانت من قبل». وفي عام 1821 وصفت مجلة كاليدونيان ميركوري الإمبراطورية البريطانية قائلة: «لا تغيب الشمس عن ممالكها أبدًا؛ إذ أن الشمس تشرق على ميناء جاكسون في ذات الوقت الذي تغيب فيه عن أبراج كيبك، وتغطس في مياه بحيرة سوبيريور في ذات الوقت الذي تبزغ فيه من فم نهر الغانج».
أعرب دانيال وبستر عن فكرة مماثلة في عام 1834 قائلًا: «إنها قوة وضعت علاماتها في جميع أنحاء العالم بمستعمراتها ومواقعها العسكرية التي تحوم دقات طبولها حول الأرض في سلسلة لا تنقطع من أجواء إنجلترا العسكرية». وفي عام 1839، خاطب سير هنري وارد مجلس عموم المملكة المتحدة قائلًا: «انظروا إلى الإمبراطورية البريطانية الاستعمارية – أعظم الإمبراطوريات التي شهدها العالم. تشدق الإسبان سابقًا بأن الشمس لا تغيب عن ممالكهم، أما الآن فقد حققنا ذلك بالفعل بأنفسنا». وفي عام 1861، اشتكى اللورد ساليسبوري من أن الحكومة البريطانية كانت تنفق 1.5 مليون جنيه على الدفاع الاستعماري، وأن ذلك لا يعود على بريطانيا بأي منفعة سوى «توفير مواقع عسكرية مريحة لجنودنا، والتباهي بالرأي القائل بأن الشمس لا تغيب عن إمبراطوريتنا».

## الولايات المتحدة

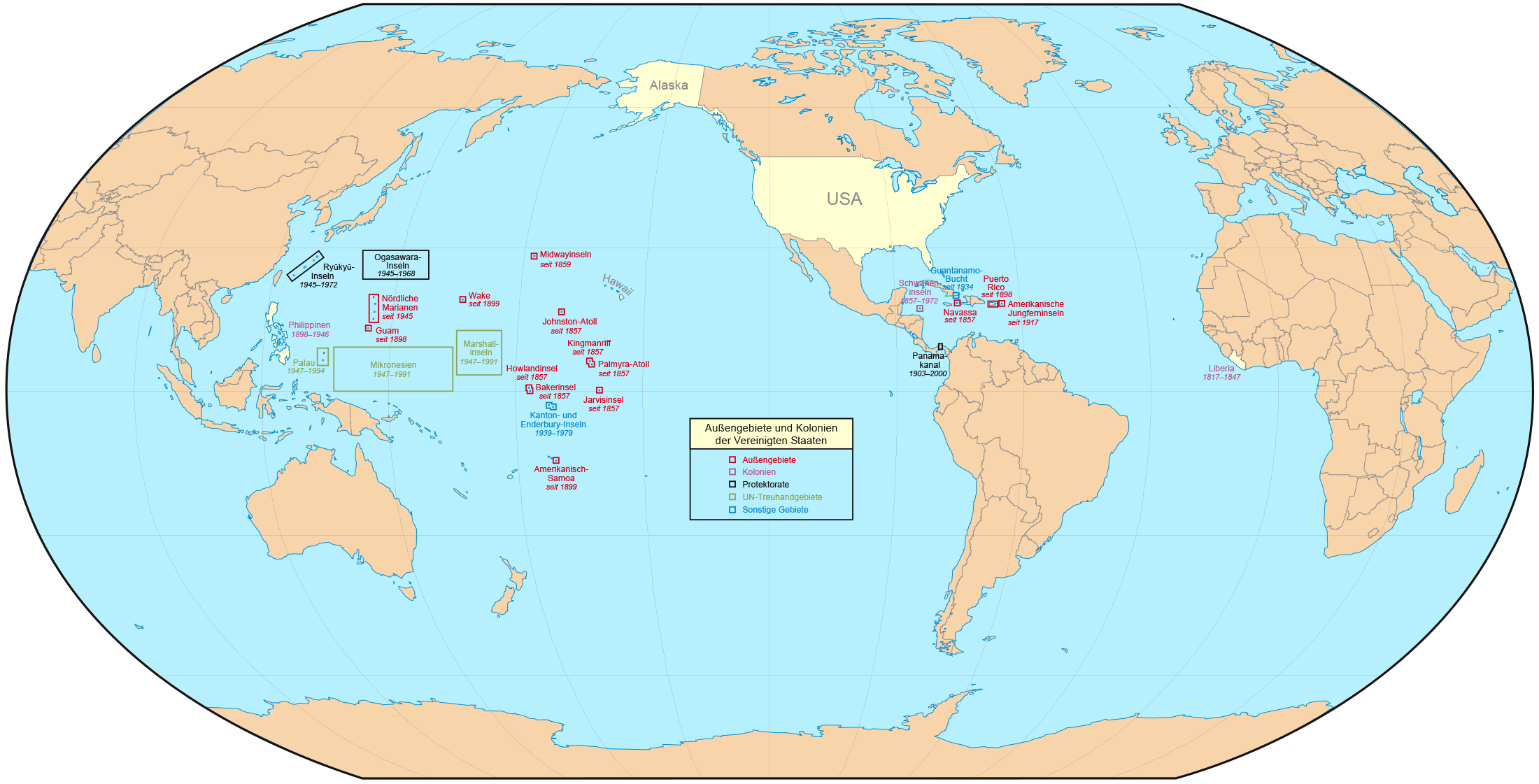
الولايات المتحدة الأمريكية

بدءًا من منتصف القرن التاسع عشر، وُصفت كلٌ من الإمبراطورية البريطانية والولايات المتحدة في البلاد المتكلمة باللغة الإنجليزية بتلك العبارة. ففي عام 1852 قال ألكساندر كامبيل في أحد خطاباته: «وهب الرب بريطانيا وأمريكا كلتاهما أراضي العالم الجديد؛ فالشمس لا تغيب بتاتًا عن ديننا وعن لغتنا وعن فنونا...».
ومع نهاية القرن التاسع عشر، أصبحت تلك العبارة تشير إلى الولايات المتحدة فقط. فقد تشدقت إحدى المجلات في عام 1897 بعظمة الولايات المتحدة في مقال بعنوان «أعظم أمة على وجه الأرض» قائلة: «لا تغيب الشمس بتاتًا عن العم سام».